# American Basketball League (1925–1955)
Die American Basketball League (ABL) war eine zwischen 1925 und 1955 bestehende US-amerikanische Profiliga für Basketball. Die ABL zählt zu den bedeutendsten der ersten professionellen Basketball-Ligen überhaupt. Sie zeichnete sich gegenüber Konkurrenzligen mit lokalem Fokus dadurch aus, dass sie in den 1920er Jahren überregional Mannschaften der gesamten nördlichen Ostküste bis Maryland und sogar Cleveland und Chicago, sowie später Toledo aus dem Mittleren Westen in den Spielbetrieb einbinden konnte.

## Geschichte
Die ABL wurde vom damaligen Präsidenten der National Football League, Joseph Carr, gegründet. Es gelang ihm, neun der besten Mannschaften des Landes zu verpflichten, die zur damaligen Zeit noch nicht in einer Liga organisiert waren. Zu den dominierenden Teams der bedeutendsten Phase der ABL-Geschichte wurden die Cleveland Rosenblums und die Original Celtics sowie in den 1930er Jahren die Philadelphia SPHAs. Zwischen 1925 und 1931 war die neu formierte ABL die erste Adresse im Profibasketball. Von den ursprünglich neun Teams spielten am Ende der Saison 1930/31 jedoch nur noch fünf. Ein Hauptgrund dafür war, dass die Teammanager der Liga in der Regel wenig finanzielle Mittel zur Verfügung hatten. So musste die ABL in der Hochphase der Weltwirtschaftskrise den Spielbetrieb nach 1931 schließlich für zwei Saisons einstellen. 1933 wurde die ABL an der Ostküste wieder ins Leben gerufen, verlor im Vergleich zur 1937 im Mittleren Westen gegründeten National Basketball League (NBL) jedoch schnell an Popularität und Bedeutung. So schloss sich etwa der Meister von 1945/46, die Baltimore Bullets, 1947 der Basketball Association of America (BAA) an. Nachdem zwei Jahre später aus der Fusion von NBL und BAA die National Basketball Association (NBA) hervorging, wurde die ABL endgültig zur Minor League degradiert, verlor vollends an Konkurrenzfähigkeit, stellte 1953 den Spielbetrieb ein und wurde 1955 aufgelöst.

## Spielmodus
Gespielt wurde in drei Dritteln zu 15 Minuten. Außerdem teilte die ABL die Spielzeiten meist in zwei Hälften auf. Die beiden Mannschaften mit den meisten Siegen in jeder der beiden Halbserien spielten in einem Play-off den Meister der Saison aus. Ausnahmen bildeten die Saison 1927/28, in der die Teams von Beginn an in zwei Divisionen unterteilt wurden und die Meisterschaft entsprechend unter den beiden Divisionssiegern ausgespielt wurde; die Saison 1941/42, in der die Wilmington Blue Bombers beide Saisonhälften gewannen und Playoffs damit überflüssig machten und die Saison 1944/45, die aufgrund von kriegsbedingten Reisebeschränkungen von vorneherein auf eine ungeteilte Saison angelegt war, und in der die vier erstplatzierten Teams in den Playoffs aufeinander trafen (der Erste auf den Dritten und der Zweite auf den Vierten).

## Die Original Celtics in der ABL
Unter ihrem offiziellen Namen „New York Celtics“ waren die Original Celtics bereits in den frühen 20er Jahren eine dominierende Mannschaft. Nach fünf Spieltagen der ABL-Saison 1926/27 ersetzten sie die Mannschaft der Brooklyn Arcadians und traten so der Liga bei. Dafür nahmen sie den Teamnamen „Brooklyn Celtics“ an. Die Celtics gewannen 32 der verbliebenen 37 Spiele. Im Jahr darauf traten sie unter ihrem alten Namen an und gewannen die Meisterschaft. Im Anschluss an die Saison stimmten die Besitzer der anderen Mannschaften dafür, die Celtics aus der ABL auszuschließen.